# Persona honrada se necesita
Persona honrada se necesita es una película de Argentina en blanco y negro dirigida por Francisco Mugica según el guion de Carlos Alberto Olivari y Sixto Pondal Ríos que se estrenó el 13 de agosto de 1941 y que tuvo como protagonistas a Francisco Petrone, Alicia Vignoli, Marcelo Ruggero y Pedro Maratea.

## Sinopsis
Un estafador que no puede cobrar el premio de un billete de lotería porque lo persigue la policía busca una persona que lo haga en su lugar y encuentra a una joven que acabará regenerándolo.

## Reparto
- Francisco Petrone
- Alicia Vignoli
- Marcelo Ruggero
- Pedro Maratea
- Edna Norrell
- Rosa Catá
- Carlos Morganti
- Alberto Terrones
- José Ruzzo
- Eliseo Herrero
- Pedro Bibe
- Alfredo Fornaresio
- René Pocoví
- Salvador Sinaí

## Comentarios
Calki escribió en El Mundo que el filme es "Otra buena comedia local bien vestida, por dentro y por fuera" en tanto Roland en su crónica en Crítica escribió:

"Esta fabulita aleccionadora y convencional...ha sido desarrollada por los autores con bastante ingenio, sobre todo al principio, llevada hasta la comediabrillante, y explicada en un tono de farsa que no desprecia la ironía"